# Ange-Marie
Ange-Marie is een stripalbum dat voor het eerst is uitgegeven in mei 2005 met Aude Ettori en Eric Stalner als schrijvers, Eric Stalner als tekenaar en inkleurder en Didier Gonord als grafische vormgever. Deze uitgave werd uitgegeven door Dupuis in de collectie vrije vlucht.